# Caixa von Rotllan
Der Dolmen Caixa von Rotllan (oder, wie der Dolmen des Fados Palet de Roland genannt; deutsch „Rolands Grab“) ist ein neolithischer Dolmen in Südfrankreich. Er liegt an der Grenze der Gemeinden Arles-sur-Tech und Montbolo im Département Pyrénées-Orientales. Dolmen ist in Frankreich der Oberbegriff für Megalithanlagen aller Art (siehe: Französische Nomenklatur) Caixa bedeutet Kasten.
Die Caixa (dt. Kasten oder Kiste) besteht aus drei aufrechten Tragsteinen, die einen halbwegs rechteckigen, etwa 5,5 Tonnen schweren Deckstein stützen und die Kammer begrenzen. Der Zugang ist wie bei anderen Dolmen in den Pyrénées-Orientales nach Süd-Osten orientiert. Die Anlage liegt in den Resten eines Rundhügels und ist seit 1889 als Monument historique eingetragen, wurde aber nie ausgegraben.
In der Nähe liegt der Dolmen von Castelló.